# Бой при Щалупьонен
Боят при Щалупьонен се състои на 17 август 1914 е първото значимо сражение между войски на Германската и Руската империя на Източния фронт през Първата световна война. В него германските войски постигат тактическа победа над по-многоброен противник, но не успяват да спрат или забавят руското нашествие в Източна Прусия.

## Предистория
За операцията в Източна Прусия руското главно командване заделя своите 1-ва и 2-ра армия под началството на генералите Рененкампф и Самсонов. Разположени за настъпление от двете стани на Мазурските езера и по този начин разделените на голямо разстояние две армии трябва да нахлуят на немска територия от изток и от юг с цел обкръжаване и унищожаване на германските сили в района.
Съобразно общия стратегически план на германския генерален щаб за водене на война срещу Антантата германската армия длъжна да съсредоточи главните си сили срещу Франция с цел бърза и решителна победа на Запад, докато срещу Русия остава разгърнатата в Източна Прусия германската 8-а армия. Командирът на тази армия генерал-полковник Максимилиан фон Притвиц е натоварен с изцяло отбранителна задача, за чието осъществяване той планира на първо време да посрещне нахлуващите от изток руски сили на река Ангерап (сега Анграпа).

## Ход на сражението
Въпреки инструкциите на Притвиц агресивният командир на германския 1-ви армейски корпус генерал Херман фон Франсоа разполага силите си по линията Голдап-Щалупьонен, на значително разстояние на изток от река Ангерап, където очаква да пресрещне руските сили.
На 17 август 1914 година армията на генерал Рененкампф започва настъплението си, но поради слаба координация отделните нейни корпуси преминават границата по различно време. Първи напредва движещият се в центъра на руската линия 3-ти корпус (25-а и 27-а пехотна дивизия), който навлиза в Източна Прусия между 8 и 9 часа сутринта, докато настъпващия вдясно 20-и корпус преминава границата между 12 и 13 часа, а между 11 и 14 часа вляво последен преминава 4-ти корпус. Така 3-ти корпус първоначално трябва сам да се изправи срещу стоящата на пътя му германска 1-ва пехотна дивизия. В започналото сражение Франсоа решава да удържи позициите си срещу двете руски дивизии възможно най-дълго като за целта включва в бой голяма част от тежката си артилерия и заповядва на командира на 2-ра дивизия генерал фон Фалк да изпрати подкрепления. Още преди тази заповед обаче до 2-ра дивизия достига от североизток звука на оръдейните изстрели от позициите на 1-ва дивизия и фон Фалк решава да изпрати на помощ на последната части от своята 4-та пехотна бригада (4 батальона). Към 14 часа от север в боя започва да оказва тежест и руската 29-а дивизия, която настъпва във фланг от североизток срещу немските позиции. При очертаващото се все по-значително руско числено превъзходство на разположените фронтално от север на юг руски 25-а и 27-а дивизия е разпоредено да предприемат решителна атака срещу позициите на немците, но след началото ѝ от юг се задават сили, които руснаците първоначално мислят за авангарда на руския 4-ти корпус, който достига и се изравнява с 3-ти корпус. В действителност това са войниците на генерал Фалк, които се нахвърлят върху фланга на руската 27-а дивизия и скоро разгромяват значителна част от нея, предизвиквайки безпорядъчното отстъпление на цели полкове. Претърпели поражение руските сили започват да се оттеглят и до вечерта боят приключва.

## Последствия
В боя при Щалупьонен германския 1-ви армейски корпус постига значителен тактически успех със сравнително скромната цена от около 1200 убити и ранени, 84 от които попадат в руски плен. Руските сили претърпяват значителни загуби, равняващи се на 619 убити, 2382 ранени и 4466 изчезнали (повечето от тях попадат в немски плен). По-голямата част от загубите се падат на руската 27-а пехотна дивизия, която дава 6664 жертви и цели нейни полкове са практически обезкървени. Така например 105-и Оренбургски пехотен полк, който именно е ударен във фланг от бригадата на генерал Фалк, докладва 31 офицера и 2959 войника извън строя, а командирът му загива от раните си. Общите загуби на 25-а и 29-а дивизия от друга страна не надхвърлят 1000 души. Общо в боя участват от немска страна 5 пехотни полка и 20 артилерийски батареи, а от руска 10 пехотни полка и 19 артилерийски батареи.
Въпреки успеха 1-ви корпус остава в тежко положение – руските сили, макар и понесли значителни загуби, продължават да имат значително и постоянно увеличаващо се числено превъзходство, а над фланговете на корпуса са надвиснали руската 29-а дивизия и постепенно заемащата позиция руска 40-а дивизия от 4-ти корпус. В тази обстановка Франсоа е принуден да отстъпи, но окуражен от успеха си той успява да убеди Притвиц да даде ново сражение с почти всичките сили на своята армия няколко дни по-късно при Гумбинен.